# Disgaea 2: Cursed Memories
Disgaea 2: Cursed Memories est un jeu vidéo de type tactical RPG développé par Nippon Ichi Software puis édité par Koei en 2006 sorti sur PlayStation 2. Il est réédité en 2009 sur PlayStation Portable sous le nom Disgaea 2: Dark Hero Days avec un scénario bonus pour Axel.

## Histoire
Ce jeu se déroule dans le monde de Veldime. À la base peuplé d'humains sans histoire, ce monde est envahi par Zenon, Dieu de tous les Overlords, et se retrouve frappé par la Malédiction du Trèfle à Trois Feuilles. Cette malédiction transforme progressivement les humains en démons.
Quinze ans après l'arrivée de Zenon, le seul humain épargné par la malédiction, Adell, décide d'invoquer Zenon afin de le tuer et ainsi rompre le sort. Mais le rituel est un échec : ce n'est pas Zenon mais Rozalin, la fille de Zenon, qui apparaît.
Adell et Rozalin concluent un pacte : en échange de sa protection, Rozalin le mènera à son père. Mais la jeune démone ne compte pas respecter ses engagements et cherchera avant tout à mener Adell à la mort afin d'être libérée du pacte.

## Personnages
AdellPersonnage principal du jeu. Ce jeune homme de dix-sept ans est le seul humain à ne pas être frappé par la malédiction de Zenon. Il privilégie le combat à mains nues et jure sur sa vie de tenir ses promesses. Bien qu'il ne soit pas dupe des comportements suspects de Rozalin, il est prêt à lui accorder sa confiance.
RozalinSecond personnage principal du jeu. Elle est la fille de Zenon et a toujours vécu dans un manoir, servie par un aréopage de domestiques. Arrachée à son quotidien par l'invocation ratée, elle défend sa vie avec un pistolet gravé d'une rose. Elle tentera de faire mourir Adell en l'entraînant dans des régions infestées de démons.
TinkUn ami d'enfance de Rozalin. Il affirme avoir été un « beau jeune homme » avant d'avoir été transformé en grenouille. Ce personnage a deux personnalités, l'une calme et polie, l'autre tête brûlée et sarcastique. Il parle avec un accent français caricatural.
Taro & HanakoLe frère et la sœur naturels d'Adell. Ils rejoindront leur frère après avoir été enlevés par Axel. L'un comme l'autre respectent profondément voire adulent Rozalin.
AxelLe Dark Hero de sinistre mémoire, ancienne star du cinéma et de la chanson. Il passera pour mort à la suite d'une rixe avec Adell, et n'aura de cesse que de prouver qu'il est vivant et talentueux. Son nom japonais est « Octalley », écrit « Akutare ».
EtnaLe Demon Lord qui compte affronter et vaincre Zenon afin de devenir God of All Overlords. Elle ne supporte pas qu'on mette son sex-appeal en doute. Elle est secondée par une équipe de Prinnies, des pingouins démoniaques.
YukimaruUne kunoichi qui tentera de tuer Rozalin. Elle finit la plupart de ses phrases par "zam". Elle affirme être la seule survivante du Clan de la Neige.
ZenonLe Dieu de tous les Overlords, un démon qui a tué 1 000 Overlords tout seul en une journée. Il couvre sa fille Rozalin de cadeaux et d'attention mais ne l'a jamais rencontrée.

## Système de jeu
Ce jeu est un Tactical RPG. Le joueur dispose d'une équipe de combattants, qu'il doit placer sur l'aire de combat à portée des ennemis. Le but des missions est de vaincre tous les ennemis présents.
Les attaques physiques simples peuvent être lancées par groupe, de un à quatre personnages. Les attaques spéciales demandent des SP, parfois des espaces libres et ont des zones d'actions diverses.
Le jeu exploite le système des Geo Symbols, marque de fabrique de la série Disgaea. Selon les Symbols et les Panels sur lesquels ils sont placés, les combattants ont divers avantages ou handicaps. Briser un Geo Symbol engage un Geo Effect, un changement de couleur qui peut en entraîner un autre par effet de domino.
Bien sûr, le jeu reprend également le principe de base du « lift and throw », action loufoque des Disgaeas qui permet de porter des personnages afin de les lancer ou bien d'effectuer des « tower attaques » grâce à une pile de deux à dix personnages.

## Réception critiques/ventes
Le 11 janvier, Nis America annonce la sortie de Disagea 2: Cursed Memories sur le PSN Americain prévue pour le 22 janvier 2013.